# مارينا أليكسييفا
مارينا أنتونيفنا أليكسييفا (بالأوكرانية: Марина Антонівна Алексіїва؛ من مواليد 29 مايو 2001) هي سباحة متزامنة أوكرانية حائزة على ميدالية في بطولة العالم. وهي أيضًا الأخت التوأم سباحة متزامنة فلاديسلافا أليكسييفا.حصلت على الميدالية البرونزية في دورة الألعاب الأولمبية الصيفية 2020 مع الفريق الأوكراني للسيدات الذي ضم كل من فلاديسلافا أليكسييفا، مارتا فيدينا، كاترينا ريزنيك، أناستاسيا سافتشوك، ألينا شينكارينكو، كسينيا سيدورينكو، يليزافيتا ياخنو.